# Sclerophrys regularis
Espèce
Synonymes
- Bufo regularis Reuss, 1833
- Amietophrynus regularis (Reuss, 1833)
- Bufo nubicus Fitzinger, 1826
- Bufo pantherinus Tschudi, 1838
- Rana mosaica Seetzen, 1855
- Bufo guineensis Günther, 1859 "1858"
- Bufo amoenus Rochebrune, 1884
- Bufo sauvagei Rochebrune, 1884
- Bufo buccinator Rochebrune, 1884
- Bufo neglectus Rochebrune, 1884
- Bufo regularis var. spinosa Boettger, 1892

Statut de conservation UICN

 LC  : Préoccupation mineure
Sclerophrys regularis est une espèce d'amphibiens de la famille des Bufonidae.

## Répartition
Cette espèce se rencontre jusqu'à 2 500 m d'altitude, :
- en Mauritanie, au Sénégal, en Gambie, au Mali, en Guinée-Bissau, en Guinée, en Sierra Leone, au Liberia, en Côte d'Ivoire, au Burkina Faso, au Ghana, au Bénin, au Togo, au Nigeria, au Niger ;
- au Cameroun, en Guinée équatoriale, au Gabon, en République du Congo, en République démocratique du Congo, en Angola, en République centrafricaine, au Tchad, au Soudan du Sud,
- au Rwanda, en Ouganda, au Kenya, en Tanzanie, en Éthiopie, en Érythrée,
- dans le Sud de l'Algérie, dans le Sud de la Libye, en Égypte et au Soudan.

Sa présence est incertaine au Burundi et à Djibouti.
Elle a été introduite au Cap-Vert.

## Description

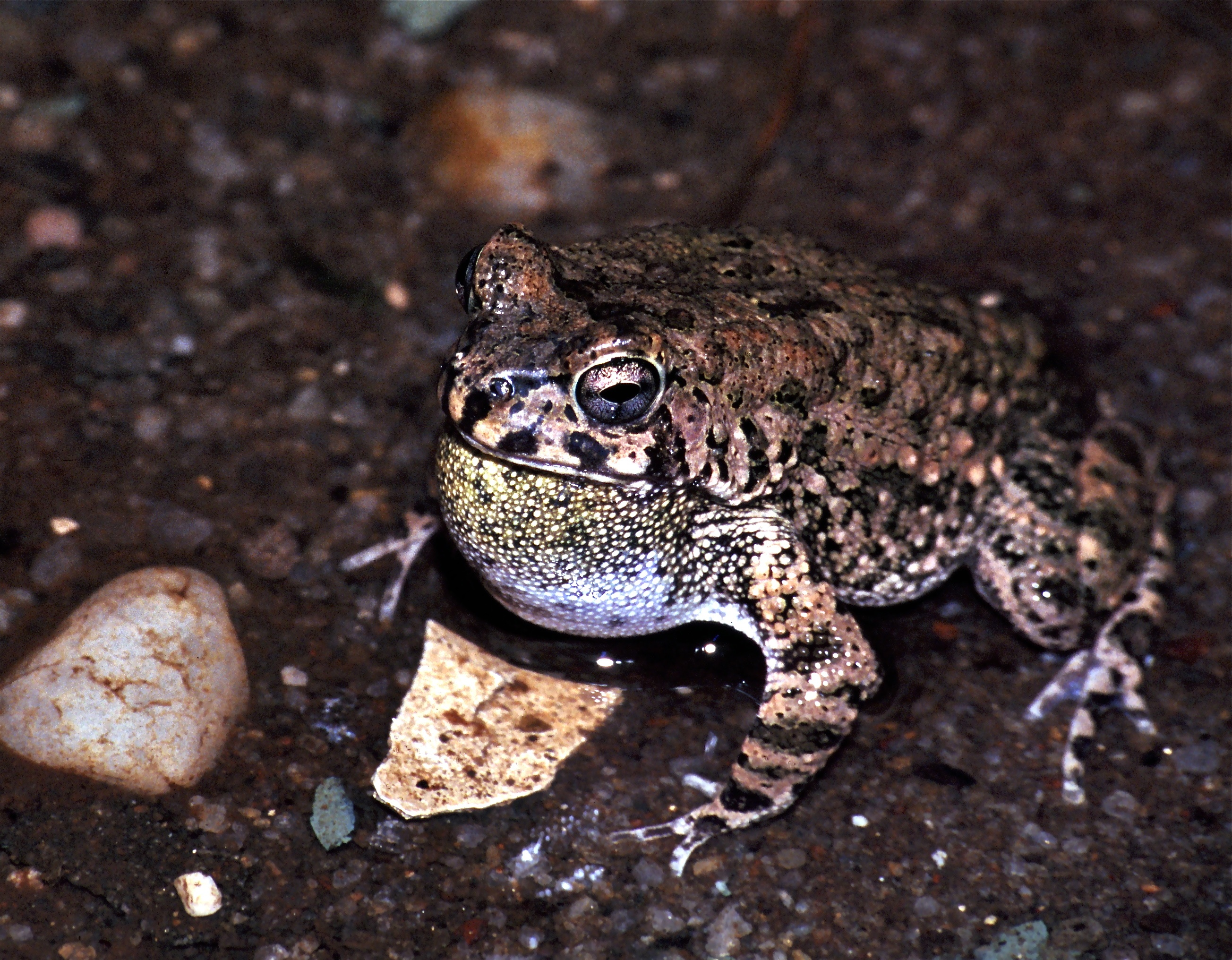
Sclerophrys regularis

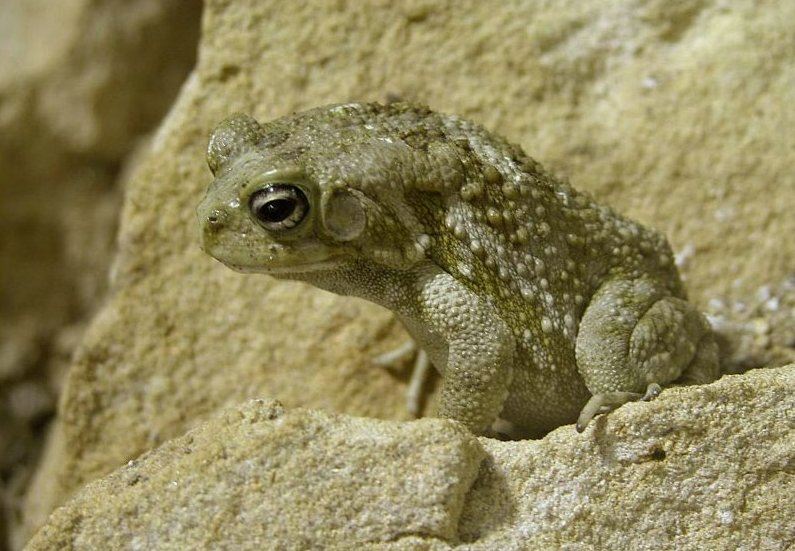
Sclerophrys regularis

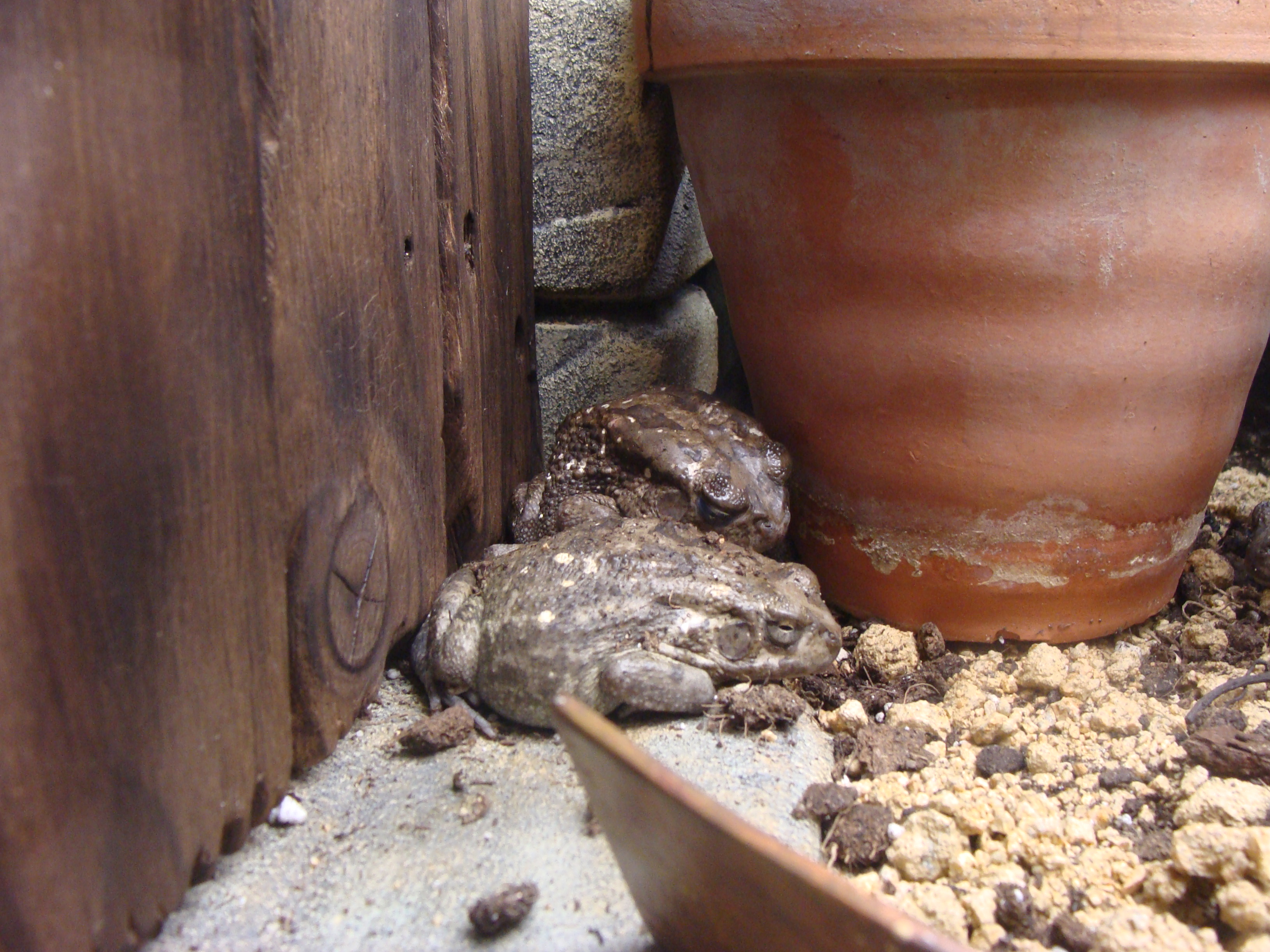
Sclerophrys regularis

Les mâles mesurent de 62 à 91 mm et les femelles de 70 à 130 mm.

## Taxinomie
Sclerophrys chudeaui (Chabanaud, 1919) pourrait être synonyme de cette espèce.

## Publication originale
- Reuss, 1833 : Zoologische Miscellen, Reptilien Saurier Batrachier. Museum Senckenbergianum, vol. 1, p. 27–62.